# یولس روسی
یولس روسی (ایتالیایی: Jules Rossi; ۳ نوامبر ۱۹۱۴ – ۳۰ ژوئن ۱۹۶۸) دوچرخه‌سوار اهل ایتالیا بود. وی در مسابقات تور دو فرانس شرکت کرده‌است.